# Берлин, Люсия
Люсия Браун Берлин (англ. Lucia Brown Berlin; 12 ноября 1936, Джуно, Аляска — 12 ноября 2004, Марина-дель-Рей, Калифорния) — американская писательница.

## Биография
Родилась в городе Джуно на Аляске, и провела детство в разъездах. Её отец был горным инженером.
Семья жила в шахтерских лагерях в Айдахо, Монтане, Аризоне, в Эль-Пасо штат Техас, и в Республике Чили, где Люсия провела большую часть своей юности. Став взрослой, она жила в Нью-Мексико, Мексике, Нью-Йорке, Северной и Южной Калифорнии и Колорадо.
В 1941 году отца призвали в армию, Люсия жила с матерью и сестрой у дедушки в Эль-Пасо. После войны семья на время переехала в Сантьяго-де-Чили. В возрасте десяти лет у Люсии развился сколиоз, из-за которого ей впоследствии пришлось носить корсет, а её дыхание стало очень затрудненным. С 1955 года училась в Университете Нью-Мексико. Одним из её учителей был испанский писатель Рамон Сендер. Браун поздже вышла замуж в Альбукерке и впоследствии родила двух сыновей.
В 1961 году переехала в Мексику со своим третьим мужем Бадди Берлином; у них родилось ещё двоё сыновей. Из-за наркотической зависимости мужа этот брак также закончился разводом в 1968 году. Затем она некоторое время работала замещающим преподавателем в Университете Нью-Мексико, а затем много лет проживала в Беркли и Окленде, работая на низкооплачиваемых должностях телефонного оператора, медсестры в больнице, уборщицы, помощника врача и учителя, одна воспитывая четверых детей и пристрастившись к алкоголю в дополнение к имеющимся у неё проблемам со здоровьем.
С 1991 по 1994 год Берлин досматривала больную раком сестру в Мехико.
В 1994 году по рекомендации Эдварда Дорна она начала преподавать творческое письмо в Университете Колорадо в Боулдере. Её преподавание было оценено по достоинству, и в 1996 году ей присвоили степень доцента. Однако расположение Боулдера в горах создавало проблемы с дыханием, поэтому в 2000 году она, будучи серьезно больной, оставила работу и переехала поближе к детям.
При жизни имела небольшой круг преданных поклонников, однако не достигла массовой аудитории. Внезапно обрела популярность в 2015 году, через одиннадцать лет после своей смерти, с публикацией тома её избранных рассказов «Руководство для домработниц». Он попал в список бестселлеров The New York Times на второй неделе и в течение нескольких недель превзошел по продажам все её предыдущие книги вместе взятые.

## Личная жизнь
Писательница страдала от проблем со здоровьем, в частноси её мучил двойной сколиоз. Искривление позвоночника пронзило одно из её легких, и в последнии годы жизни её никогда не видели без кислородного баллона с 1994 года и до самой смерти. Вышедши на пенсию, её состояние стало слишком тяжелым для работы, и позже у неё развился рак легких. Она боролась с раком посредствием лучевой терапии, которая,ощущалась так, будто её кости стирают в пыль. Когда её здоровье и финансовое положение ухудшились, Берлин переехала в трейлерный парк на окраине Боулдера, а позже в переоборудованный гараж за домом её сына за пределами Лос-Анджелеса. Этот переезд позволил ей быть ближе к своим сыновьям и облегчить пробемы с дыхательными путями (жизнь в трейлере усугубила её проблемы с легкими). Люсия умерла в своем доме в Марина-дель-Рей в свой 68-й день рождения с одной из своих любимых книг в руках.
Берлин трижды была замужем и имела четверых сыновей.
Личная жизнь писательницы хорошо описана в её книге Welcome Home: A Memoir with Selected Photographs and Letters

## Карьера
Начала публиковаться сравнительно поздно, под руководством поэта Эда Дорна. Ее первый небольшой сборник, Angels Laundromat, был опубликован в 1981 году, но опубликованные в нем рассказы были написаны ещё в 1960 году. Она опубликовала семьдесят шесть рассказов за свою жизнь.
Несколько её рассказов появились в таких журналах, как The Atlantic и The Noble Savage.

## Критические оценки
Берлин называют хранительницей секретов Америки.
Литературный орентир Люсии Берлин — Чехов, но есть и внелитературные модели, включая широкое джазовое соло с  всплесками, изгибами и отступлениями. Это письмо очень высокого уровня». — Август Кляйнцалер, London Review of Books.
Берлин — наша Шехерезада, постоянно удивляющая своих читателей поразительным разнообразием голосов, ярко прорисованными персонажами и обстановкой, наполненной зрелищем и звуком». — Барбара Барнард, American Book Review.

## Переводы на русский язык
Лусия Берлин — Руководство для домработниц, Издательство: АСТ Перевод: Светланы Силаковой, 2017, ISBN: 978-5-17-086286-3